# Fabrice Olinga
Fabrice Olinga Essono (Douala, 12 mei 1996) is een Kameroens voetballer die als spits speelt. Hij staat onder contract bij Royal Excel Mouscron.

## Clubcarrière
Olinga werd gevormd in de "Samuel Eto'o Foundation" in Kameroen. In 2009 vertrok hij naar Spanje en sloot hij zich aan bij RCD Mallorca.
Twee jaar later contracteerde Málaga CF de talentvolle Kameroener. Op 16-jarige leeftijd maakte hij z'n debuut onder Manuel Pellegrini op de openingsspeeldag van het huidige seizoen. Op 18 augustus 2012 speelde Málaga op verplaatsing bij Celta de Vigo. Na een uur spelen verving Olinga Sebastián Fernández. Vijf minuten voor tijd scoorde hij het enige doelpunt van de wedstrijd. Daarmee werd hij de jongste doelpuntenmaker ooit in de Primera División. Hij was toen amper 16 jaar en 98 dagen oud. De vorige recordhouder, Iker Muniain, was 191 dagen ouder toen die het record brak.
In januari 2014 werd besloten om hem net als Roberto Chen en Bobley Anderson voor zes maanden uit te lenen aan het Belgische SV Zulte Waregem.

## Statistieken
| Seizoen | Club                 | Land              | Competitie         | Competitie | Competitie | Beker | Beker | Europees | Europees | Overige | Overige | Totaal | Totaal |
| Seizoen | Club                 | Land              | Competitie         | Wed.       | Dlp.       | Wed.  | Dlp.  | Wed.     | Dlp.     | Wed.    | Dlp.    | Wed.   | Dlp.   |
| ------- | -------------------- | ----------------- | ------------------ | ---------- | ---------- | ----- | ----- | -------- | -------- | ------- | ------- | ------ | ------ |
| 2012/13 | Málaga CF            | Vlag van Spanje   | Primera División   | 2          | 1          | 2     | 0     | 2        | 0        | —       | —       | 6      | 1      |
| 2013/14 | Málaga CF            | Vlag van Spanje   | Primera División   | 8          | 0          | 0     | 0     | 0        | 0        | —       | —       | 8      | 0      |
| 2013/14 | → SV Zulte Waregem   | Vlag van België   | Jupiler Pro League | 7          | 0          | 0     | 0     | —        | —        | —       | —       | 7      | 0      |
| 2014/15 | Apollon Limassol     | Vlag van Cyprus   | A Divizion         | 1          | 0          | 1     | 0     | 2        | 0        | —       | —       | 4      | 0      |
| 2014/15 | → Viitorul Constanța | Vlag van Roemenië | Liga 1             | 0          | 0          | 0     | 0     | 0        | 0        | —       | —       | 0      | 0      |
| 2015/16 | Excel Mouscron       | Vlag van België   | Jupiler Pro League | 7          | 0          | 0     | 0     | —        | —        | —       | —       | 7      | 0      |
| 2016/17 | Excel Mouscron       | Vlag van België   | Jupiler Pro League | 17         | 0          | 1     | 0     | —        | —        | —       | —       | 18     | 0      |
| 2017/18 | Excel Mouscron       | Vlag van België   | Jupiler Pro League | 28         | 1          | 1     | 0     | —        | —        | —       | —       | 29     | 1      |
| 2018/19 | Excel Mouscron       | Vlag van België   | Jupiler Pro League | 20         | 0          | 2     | 0     | —        | —        | —       | —       | 22     | 1      |
| 2019/20 | Excel Mouscron       | Vlag van België   | Jupiler Pro League | 25         | 3          | 2     | 1     | —        | —        | —       | —       | 27     | 4      |
| 2020/21 | Excel Mouscron       | Vlag van België   | Jupiler Pro League | 22         | 1          | 0     | 0     | —        | —        | —       | —       | 22     | 1      |
| TOTAAL  | TOTAAL               | TOTAAL            | TOTAAL             | 137        | 6          | 9     | 0     | 4        | 0        | 0       | 0       | 150    | 8      |

Bijgewerkt op 3 april 2019.

## Interlandcarrière
Op 2 oktober 2012 werd Olinga opgeroepen voor het Kameroens nationaal elftal. Op 12 oktober 2012 scoorde hij meteen bij z'n debuut voor Kameroen tegen Kaapverdië. Op 14 november 2012 startte hij opnieuw in de basiself in het oefenduel tegen Albanië.
| Interlands van Fabrice Olinga voor Kameroen | Interlands van Fabrice Olinga voor Kameroen | Interlands van Fabrice Olinga voor Kameroen | Interlands van Fabrice Olinga voor Kameroen | Interlands van Fabrice Olinga voor Kameroen | Interlands van Fabrice Olinga voor Kameroen |
| №                                           | Datum                                       | Wedstrijd                                   | Uitslag                                     | Competitie                                  | Goals                                       |
| Als speler bij Málaga CF                    | Als speler bij Málaga CF                    | Als speler bij Málaga CF                    | Als speler bij Málaga CF                    | Als speler bij Málaga CF                    | Als speler bij Málaga CF                    |
| ------------------------------------------- | ------------------------------------------- | ------------------------------------------- | ------------------------------------------- | ------------------------------------------- | ------------------------------------------- |
| 1                                           | 14 oktober 2012                             | Kameroen – Kaapverdië                       | 2 – 1                                       | Afrika Cup 2013 (kwalificatie)              | 1                                           |
| 2                                           | 14 november 2012                            | Albanië – Kameroen                          | 0 – 0                                       | vriendschappelijk                           | 0                                           |
| 3                                           | 23 maart 2013                               | Kameroen – Togo                             | 2 – 1                                       | WK 2014 (kwalificatie)                      | 0                                           |
| 4                                           | 2 juni 2013                                 | Oekraïne – Kameroen                         | 0 – 0                                       | vriendschappelijk                           | 0                                           |
| Als speler bij Zulte Waregem                |                                             |                                             |                                             |                                             |                                             |
| 5                                           | 26 mei 2014                                 | Macedonië – Kameroen                        | 0 – 2                                       | vriendschappelijk                           | 0                                           |
| 6                                           | 29 mei 2014                                 | Kameroen – Paraguay                         | 1 – 2                                       | vriendschappelijk                           | 0                                           |
| 7                                           | 7 juni 2014                                 | Kameroen – Moldavië                         | 1 – 0                                       | vriendschappelijk                           | 0                                           |
| Als speler bij Royal Excel Mouscron         |                                             |                                             |                                             |                                             |                                             |
| 8                                           | 1 september 2017                            | Nigeria – Kameroen                          | 4 – 0                                       | WK 2018 (kwalificatie)                      | 0                                           |
| 9                                           | 4 september 2017                            | Kameroen – Nigeria                          | 1 – 1                                       | WK 2018 (kwalificatie)                      | 0                                           |
| 10                                          | 7 oktober 2017                              | Kameroen – Algerije                         | 2 – 0                                       | WK 2018 (kwalificatie)                      | 0                                           |
| 11                                          | 11 november 2017                            | Zambia – Kameroen                           | 2 – 2                                       | WK 2018 (kwalificatie)                      | 0                                           |
| 12                                          | 27 mei 2018                                 | Kameroen – Burkina Faso                     | 0 – 1                                       | vriendschappelijk                           | 0                                           |

Bijgewerkt op 6 augustus 2018.
1 Delavalée ·
2 Duplus ·
4 Gueye ·
6 Dekuyper ·
7 Tainmont ·
8 Bourdouxhe ·
9 Postolachi ·
10 Bakić ·
11 Mohamed ·
14 Faraj ·
15 Lepoint  ·
16 Mayoka-Tika ·
17 Dione ·
19 Vroman ·
20 Lucas ·
21 Gillekens ·
22 Bocat ·
24 Henry ·
25 Diandy ·
26 Silvestre ·
28 Angiulli ·
29 Badibanga ·
30 Carcela ·
32 Gnohéré ·
35 Mandanda ·
40 Simba ·
70 Tabekou ·
Myny ·
Giunta ·
Coach: Jeunechamps
1 Feudjou ·
2 Assou-Ekotto ·
3 N'Koulou ·
4 Djeugoué ·
5 Nounkeu ·
6 Song ·
7 N'Guémo ·
8 Moukandjo ·
9 Eto'o ·
10 Aboubakar ·
11 Makoun ·
12 Bedimo ·
13 Choupo-Moting ·
14 Chedjou ·
15 Webó ·
16 Itandje ·
17 Mbia ·
18 Enoh ·
19 Olinga ·
20 Salli ·
21 Matip ·
22 Nyom ·
23 N'Djock ·
Coach: Finke